# Pasiphila nebulosa
Pasiphila nebulosa är en fjärilsart som beskrevs av John S. Dugdale 1971b. Pasiphila nebulosa ingår i släktet Pasiphila och familjen mätare. Inga underarter finns listade i Catalogue of Life.